# Holzstraße 31 (Düren)

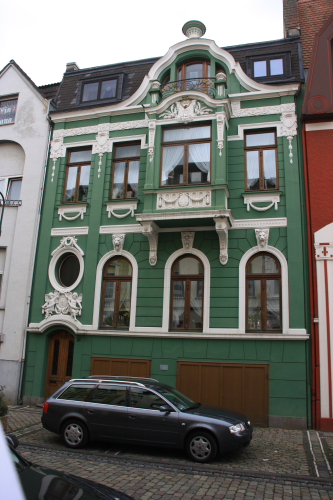
Das Gebäude

Das Wohnhaus Holzstraße 31 steht in Düren in Nordrhein-Westfalen in der Stadtmitte. In der Straße stehen noch mehrere denkmalgeschützte Häuser.
Das zweigeschossige Reihenhaus wurde um 1900 erbaut. Es hat eine vierachsige Putzfassade mit neobarocker Stuckgliederung und einem Sockelgeschoss. Die Haustür und die Fenster sind noch im Original erhalten.
Das Bauwerk ist unter Nr. 1/032 in die Denkmalliste der Stadt Düren eingetragen.